# Salvador Miranda (Bibliothekar)
Salvador Miranda (* 18. Oktober 1939 in Havanna, Kuba; † 1. Juni 2024) war ein in den USA lebender exilkubanischer Bibliothekar und Kirchenhistoriker.

## Leben
Salvador Miranda besuchte von 1948 bis 1958 das Jesuitenkolleg Colegio de Belén in Havanna und führte nach eigener Erinnerung ein behütetes Leben. Zwei Jahre lang besuchte er anschließend die juristische Fakultät der Universität von Havanna, bevor er seine Heimat während der kubanischen Revolution verlassen musste. Als 21-jähriger Exilkubaner gehörte er zum kubanisch-amerikanischen Expeditionskorps bei der Invasion in der Schweinebucht. Von 1963 bis 1966 studierte er Geisteswissenschaften an der Universität von Puerto Rico und erlangte den Bachelorgrad des Biscayne College (heute St Thomas University) in Miami. 1974 wurde ihm der Magistertitel in Moderner Europäischer Geschichte durch die Villanova University verliehen, 1976 erhielt er einen Magistergrad in Bibliotheks- und Informationswissenschaft der Florida State University. Danach arbeitete er von 1976 bis 1986 als Bibliothekar und Archivar mit den Themenschwerpunkten Lateinamerika und Karibik an der Bibliothek der Universität von Florida in Gainesville, Florida. Anschließend war er bis zu seiner Pensionierung am 30. Juni 2001 als stellvertretender Direktor zuständig für die Sammlungen der Bibliotheken der Florida International University in Miami.
Seit dem Tod des Kardinals Massimo Massimi im Jahre 1954, über den er als Dreizehnjähriger in der Zeitung las, interessierte sich Miranda für die Geschichte des Kardinalskollegiums. Später erforschte und kompilierte er über viele Jahre Daten und Biographien von Kardinälen aller historischen Epochen. Seine Magisterarbeit im Fach Geschichte schrieb er zu dem Thema: The Sacred College of Cardinals in the Twentieth Century (1903–1973): Developments, Documents and Biographies. Auf Einladung des damaligen Kurienbischofs Cipriano Calderón Polo, mit dem er seit 1972 freundschaftlich korrespondierte, nahm er 1999 an einem zweiwöchigen Symposium zum einhundertsten Jahrestag des ersten lateinamerikanischen Bischofstreffens in der Casa Santa Marta in Rom teil, einem Gästehaus im Vatikan, das seit 1996 dafür bestimmt ist, die Kardinäle während des Konklaves zu beherbergen.

## Werke
- The Cardinals of the Holy Roman Church, eine online zugängliche Sammlung von Kardinalsbiographien, Fundstellen und bibliographischen Nachweisen zur Geschichte des Kardinalats von den Anfängen bis 2022 (englisch)
- Episcopologio de la Iglesia Católica en Cuba, ein online zugängliches Verzeichniswerk der römisch-katholischen Bischöfe Kubas (spanisch)